# Fuente Palmera
Fuente Palmera er en by og kommune i det sydlige Spanien i provinsen Córdoba. Den har et indbyggertal på 9.907 (2024) indbyggere.